# 529

## Evenimente
- În Imperiul Roman de Răsărit este redactată și promulgată (de către împăratul Iustinian cel Mare) prima versiune a legislației Corpus juris civilis.

## Decese
- 11 ianuarie: Sfântul Teodosie  (n. 424)
- dată necunoscută: Berthachar de Thuringia  (n. 485)